# Max Mata
Max Mata (Auckland, Nueva Zelanda, 10 de julio de 2000) es un futbolista de Nueva Zelanda que juega en la posición de delantero con el Auckland FC de la A-League cedido por el Shrewsbury Town FC.

## Carrera

### Club
| Periodo   | Club                        |
| --------- | --------------------------- |
| 2015-2017 | Wellington Phoenix Reserves |
| 2017–2018 | Eastern Suburbs AFC         |
| 2019–2020 | Grasshopper II              |
| 2019      | → Nõmme Kalju FC (cedido)   |
| 2021–2022 | Real Monarchs               |
| 2022–2023 | Sligo Rovers FC             |
| 2023–     | Shrewsbury Town FC          |
| 2024      | → Sligo Rovers FC (cedido)  |
| 2024–     | → Auckland FC (cedido)      |

### Selección nacional
Ha estado en el proceso de selecciones nacionales de Nueva Zelanda desde la categoría sub-17, donde fue el goleador del Campeonato Sub-20 de la OFC 2018 y jugó en la Copa Mundial de Fútbol Sub-20 de 2019 en Polonia, torneo en el que jugó dos partidos.
Mata debutó con Nueva Zelanda el 15 de noviembre de 2019 entrando de cambio en la derrota por 0–1 ante Lituania. Pasaron varios años para volver a ser convocado en marzo de 2023 para dos partidos amistosos ante China, y después fue convocado para jugar partidos amistosos ante Suecia y Catar.

## Vida personal
Mata es de origen Māori al ser descendiente de las Islas Cook. Su hermano mayor Benjamin también es futbolista, juega con el Wellington Olympic y es seleccionado nacional para Islas Cook.

## Logros

### Selección nacional
- OFC U-17 Championship: 2017
- OFC U-19 Championship: 2018
- OFC Nations Cup: 2024

### Individual
- Goleador de la OFC U-19 Championship: 2018